# Isoottano
Isoottano è il nome tradizionale con cui generalmente si indica il 2,2,4-trimetilpentano, si tratta di un idrocarburo alifatico ramificato appartenente alla serie degli alcani.
A temperatura ambiente è un liquido incolore dal tipico odore di benzina, nella quale è presente; è moderatamente volatile e molto infiammabile.
Trova impiego come solvente e come idrocarburo di riferimento per la misura del numero di ottano; ad esso viene infatti attribuito convenzionalmente il numero di ottano 100. Questo perché da studi effettuati sui motori risulta che gli idrocarburi altamente ramificati abbiano una pre-detonazione (o battito di testa) molto inferiore agli idrocarburi alifatici lineari.

## Produzione
L'isoottano è principalmente ottenuto dalla distillazione del petrolio.
Può essere ottenuto anche per idrogenazione del 2,4,4-trimetil-2-pentene e  del 2,4,4-trimetil-1-pentene, a loro volta ottenuti dalla dimerizzazione catalitica dell'isobutene